# Krakowskie Młodzieżowe Towarzystwo Przyjaciół Nauk i Sztuk
Krakowskie Młodzieżowe Towarzystwo Przyjaciół Nauk i Sztuk pod patronatem Uniwersytetu Jagiellońskiego w Centrum Młodzieży im. dr. Henryka Jordana w Krakowie – towarzystwo prowadzące zajęcia pozaszkolne dla młodzieży szkół ponadgimnazjalnych i gimnazjów zainteresowanej pogłębianiem wiedzy z różnych dziedzin nauki, prowadzone przez pracowników naukowo-dydaktycznych Uniwersytetu Jagiellońskiego, Akademii Górniczo-Hutniczej i Uniwersytetu Pedagogicznego. Siedziba Towarzystwa znajduje się w budynku Centrum Młodzieży im. dr. Henryka Jordana w Krakowie przy ul. Krupniczej 38 w Krakowie.

## Historia
Krakowskie Młodzieżowe Towarzystwo Przyjaciół Nauk i Sztuk pod patronatem Uniwersytetu Jagiellońskiego w Krakowie działa w strukturze Centrum Młodzieży od 1978. Organem doradczym Towarzystwa jest rada naukowa powoływana przez Prezydenta Miasta Krakowa złożona z pracowników naukowo-dydaktycznych krakowskich wyższych uczelni.

## Kierownictwo
- Kierownik Krakowskiego Młodzieżowego Towarzystwa Przyjaciół Nauk i Sztuk: Marta Rajek

## Sekcje naukowe
(aktualizacja: 12.08.2015)
- Sekcje humanistyczne
  - Analiza i interpretacja utworów literackich
  - Archeologia
  - Dziennikarstwo internetowe
  - Filmoznawstwo
  - Filozofia
  - Historia
  - Historia sztuki
  - Politologia i stosunki międzynarodowe
  - Prawo
  - Psychologia
  - Teatr i reżyseria
  - Warsztaty twórczego pisania
  - Wiedza o społeczeństwie
- Sekcje matematyczno-przyrodnicze
  - Astronomia
  - Biologia
  - Chemia
  - Fizyka
  - Geografia z geoinformatyką
  - Geologia
  - Matematyka
  - Matematyka (gimnazja)
  - Robotyka i Mechatronika

## Konkursy organizowane przez Towarzystwo
- matematyczny: Małopolski Konkurs Prac Matematycznych[2]
- literacki: Konkurs literacki na opowiadanie fantastyczne[3]
- historyczny